# Brzeziny (powiat radomszczański)
Brzeziny – kolonia w Polsce położona w województwie łódzkim, w powiecie radomszczańskim, w gminie Żytno.
| SIMC    | Nazwa           | Rodzaj    |
| ------- | --------------- | --------- |
| 0148211 | Silniczka-Osada | część wsi |

Przez miejscowość przebiega droga wojewódzka nr 785.
W latach 1975–1998 miejscowość należała administracyjnie do województwa częstochowskiego.